# Pogromy chrześcijan w Kandhamal
Pogromy chrześcijan w Kandhamal - antychrześcijańskie zamieszki w indyjskiej prowincji Kandhamal w stanie Orissa na przełomie sierpnia i września 2008.
Wystąpienia antychrześcijańskie zostały zapoczątkowane przez radykalnych hinduistów w odwecie za zamordowanie duchowego przywódcy Swami Lakshmanananda Saraswati przez bojówki maoistyczne. W rezultacie ataków na domy i kościoły zginęło kilkadziesiąt osób, około 15 tys. znalazło się w obozach uchodźców, a ok. 40 tys. ukryło się w lasach.

## Chronologia konfliktu
- 23 sierpnia 2008 w ataku na hinduską świątynię od ognia z AK-47 i granatów zginął guru Swami Lakshmanananda Saraswati oraz pięciu innych hinduistów[2]. Według policji [potrzebny przypis] zamach jest dziełem maoistycznych bojówkarzy (Naxalite).
- 24 sierpnia 2008 liderzy radykalnych hinduistów oskarżyli o zamach miejscowych chrześcijan, którym Swami miał przeszkadzać w konwersji na chrześcijaństwo. Miejscowa ludność rozpoczęła pogromy miejscowych chrześcijan, wywodzących się w większości z biedoty. Według danych oficjalnych zamordowano około 20 osób.
- 24 sierpnia-1 września lokalny oddział organizacji maoistowskiej poinformował media, że zamachu dokonała „mniejszościowa frakcja” ich grupy, sprzymierzona z „kilkoma chrześcijańskimi przywódcami”, odcinając się od ich działań[3][4].
- 1-3 września 2008 według danych oficjalnych spalono 5 kościołów katolickich, dwa kościoły baptystów i kilkaset domów należących do ludności cywilnej. Liczba ofiar śmiertelnych jest nieznana, media oceniają ją na setki.
- 5 września 2008 organizacja Global Council of Indian Christians określiła liczbę ofiar śmiertelnych na 100 osób i opublikowała drastyczne zdjęcia z Orissy[5].

Z kolei District Collector’s Office w Kandhamal oceniło liczbę ofiar śmiertelnych na 14 osób, liczbę spalonych budynków na 2,4 tys. a liczbę osób w obozach uchodźców na ponad 22 tys..

## Poprzednie pogromy
W grudniu 2007 w tej samej okolicy spalono ponad 100 kościołów i instytucji kościelnych oraz ponad 800 domów należących do chrześcijan. Za sprowokowanie ataku oskarżano Swami Lakshmanananda Saraswati.